# Srđan Stanić
Srđan Stanić, né le 7 juin 1982, est un footballeur serbe jouant actuellement pour le NABI-Kaposvári Rákóczi FC. 